# Xã Clayton, Quận Perry, Ohio
Xã Clayton (tiếng Anh: Clayton Township) là một xã thuộc quận Perry, tiểu bang Ohio, Hoa Kỳ. Năm 2010, dân số của xã này là 1.565 người.